# Crystal Tower (Osaka)
De Crystal Tower (Japans:クリスタルタワー, kurisutarutowaa) is een wolkenkrabber gelegen in Chūō-ku, Osaka, Japan. Het gebouw maakt deel uit van het Osaka Business Park (OBP). De bouw werd gestart in april 1988 en werd voltooid in 1990. Het gebouw heeft 37 verdiepingen en heeft een functionele hoogte van 150 meter. Het wordt beheerd door Asahi Building.
Het gebouw staat aan de westkant van het O.B.P., en is bereikbaar met de Nagahori Tsurumi-ryokuchi-lijn, station Osaka Business Park.